# Mảng Bắc Mỹ

Mảng Bắc Mỹ, phần màu nâu trên bản đồ này

Mảng Bắc Mỹ là một mảng kiến tạo che phủ phần lớn Bắc Mỹ, Greenland và một số phần của Siberi thuộc Nga. Nó kéo dài về phía đông tới sống núi giữa Đại Tây Dương và về phía tây tới dãy núi Chersky ở miền đông Siberi. Mảng kiến tạo này bao gồm cả vỏ lục địa và vỏ đại dương. Phần bên trong của khối đất lục địa chính bao gồm một lõi granit lớn gọi là nền cổ. Dọc theo phần lớn các rìa của nền cổ này là các mảnh vật liệu lớp vỏ gọi là các địa thể, phát triển dần lên xung quanh nền cổ bởi các tác động kiến tạo trong một khoảng thời gian địa chất dài. Người ta cho rằng phần lớn của dãy núi Rocky ở miền tây Bắc Mỹ là sự hợp thành của các địa thể như thế.

## Phạm vi địa lý
Mặt phía đông của mảng Bắc Mỹ là ranh giới phân kỳ với mảng Á-Âu về phía bắc và mảng châu Phi về phía nam, tạo thành phần phía bắc của sống núi giữa Đại Tây Dương.
Ranh giới phía nam với mảng Cocos ở đằng tây và mảng Caribe ở đằng đông là một phay chuyển dạng, được thể hiện bằng rãnh Cayman nằm dưới biển Caribe và phay Motagua ngang qua Guatemala. Phần còn lại của rìa phía nam, kéo dài về phía đông tới sống núi giữa Đại Tây Dương và đánh dấu ranh giới giữa mảng Bắc Mỹ với mảng Nam Mỹ vẫn còn chưa được hiểu rõ và chưa được định nghĩa.
Ranh giới phía tây là phay Hoàng hậu Charlotte chạy ngoài khơi dọc theo vùng duyên hải Alaska và đới ẩn chìm Cascadia ở phía bắc, phay San Andreas qua California, dốc Đông Thái Bình Dương trong vịnh California và rãnh Trung Mỹ ở phía nam.
Trên ranh giới phía bắc là sự mở rộng của sống núi giữa Đại Tây Dương gọi là sống đại dương Gakkel nằm giữa Greenland và Siberi. Phần còn lại của ranh giới ở phần xa về phía tây bắc của mảng trải rộng tới Siberi. Ranh giới này nối tiếp từ phần cuối của sống đại dương Gakkel như là lũng hẹp biển Laptev, trên vùng chuyển dạng chuyển tiếp trong dãy núi Chersky, sau đó là phay Ulakhan và cuối cùng là rãnh Aleutia ở phần kết thúc của hệ thống phay Hoàng hậu Charlotte.
Trên rìa phía tây thì mảng Farallon đang chìm xuống dưới mảng Bắc Mỹ kể từ thời gian thuộc kỷ Jura. Mảng Farallon gần như đã chìm lún hoàn toàn xuống phía dưới phần phía tây của mảng Bắc Mỹ làm cho phần đó của mảng Bắc Mỹ tiếp xúc với mảng Thái Bình Dương như là phay San Andreas. Các mảng Juan de Fuca, Cocos, Nazca là các dấu tích sót lại của mảng Farallon.
Ranh giới dọc theo vịnh California vẫn chưa được miêu tả rõ ràng và các nghiên cứu vẫn đang tiếp diễn. Vịnh này nằm trên phần kết thúc phía bắc của dốc Đông Thái Bình Dương. phía tây của dốc này là mảng Thái Bình Dương còn phía đông của dốc thì trên phần lớn các bản đồ kiến tạo đều chỉ đó là mảng Bắc Mỹ.
Nói chung người ta chấp nhận rằng một miếng của mảng Bắc Mỹ đã vỡ ra và bị đẩy về phía bắc khi dốc Đông Thái Bình Dương lan về phía bắc, tạo ra vịnh California. Tuy nhiên, người ta vẫn chưa rõ rằng lớp vỏ đại dương ở phía đông dốc này và phía tây của vùng duyên hải đại lục Mexico trên thực tế có là mảng kiến tạo mới đang bắt đầu hội tụ với mảng Bắc Mỹ hay không, để phù hợp với mô hình chuẩn về các trung tâm tách giãn vùng lũng hẹp dài nói chung.

## Các điểm nóng
Một số điểm nóng được cho là tồn tại phía dưới mảng Bắc Mỹ. Các điểm nóng đáng chú ý nhất có hõm chảo Yellowstone, điểm nóng Raton và điểm nóng Anahim. Các điểm nóng này được cho là sinh ra từ luồng nhiệt hẹp của sự đối lưu lớp phủ lên phía trên của ranh giới lõi-lớp phủ của Trái Đất, gọi là chùm lớp phủ, mặc dù một số nhà địa chất lại cho rằng các luồng đối lưu lớp phủ trên mới là nguyên nhân. Các điểm nóng Yellowstone và Anahim được cho là tồn tại kể từ thế Miocen và hiện nay vẫn còn hoạt động về mặt địa chất, tạo ra các trận động đất và các núi lửa. Điểm nóng Yellowstone là đáng chú ý nhất vì hõm chảo Yellowstone và nhiều hõm chảo khác nằm trong bình nguyên sông Snake trong khi điểm nóng Anahim là đáng chú ý nhất vì vành đai núi lửa Anahim, hiện nay được tìm thấy trong khu vực Nazko Cone.

## Chuyển động
Đối với phần lớn các phần, mảng Bắc Mỹ chuyển động gần đúng theo hướng tây nam ra xa khỏi sống núi giữa Đại Tây Dương.
Chuyển động của mảng không thể do sự hút chìm gây ra do gần như chẳng có phần nào của mảng Bắc Mỹ hiện đang bị hút chìm (ngoại trừ một phần rất nhỏ chứa các phần của rãnh Puerto Rico), vì thế các cơ chế khác vẫn tiếp tục được điều tra.
Một nghiên cứu gần đây cho rằng các luồng đối lưu lớp phủ là lực đẩy cho chuyển động của mảng